# Alchemilla capensis
Alchemilla capensis är en rosväxtart som beskrevs av Carl Peter Thunberg. Alchemilla capensis ingår i släktet daggkåpor, och familjen rosväxter. Utöver nominatformen finns också underarten A. c. sericeovillosa.